# 斯圖爾茨維爾鎮區 (北卡羅萊納州蘇格蘭縣)
斯圖爾茨維爾鎮區（英語：Stewartsville Township）是位於美國北卡羅萊納州蘇格蘭縣的一個鎮區。

## 地方資料
斯圖爾茨維爾鎮區的面積為212.38平方千米，皆為陸地。根據2020年美國人口普查的數據，當地共有人口19490人，而人口密度為每平方千米91.77人。